# Малечкино (Вологодская область)
Малечкино — посёлок в Череповецком районе Вологодской области. Административный центр Малечкинского сельского поселения и Малечкинского сельсовета.

## География
Расстояние до районного центра Череповца по автодороге — 20 км. Ближайшие населённые пункты — Дементьево, Курилово, Афонино.

## Население
| 2010 |
| ---- |
| 2155 |

По переписи 2002 года население — 2200 человек (1007 мужчин, 1193 женщины). Преобладающая национальность — русские (97 %).